# Фабио-Эдуардо Моли
Фа́био Моли́ (исп. Fabio Moli; род. 23 мая 1969, Вилья-дель-Росарио, Кордова, Аргентина) — аргентинский боксёр-профессионал, выступавший в тяжёлой весовой категории. Чемпион Аргентины по боксу. Так же является победителем шоу "Танцы со звёздами" в 2010 году.

## Профессиональная карьера
Моли дебютировал на профессиональном ринге  январе 1997 года. В декабре 1998 года завоевал титул чемпиона Аргентины, и южной Америки. 30 августа 2003 года проиграл нокаутом в 1-м раунде, бывшему чемпиону по версии WBO, Владимиру Кличко. 25 февраля 2005 года проиграл британцу, Мэтту Скелтону. В мае 2006 года проиграл нокаутом украинцу, Тарасу Биденко и аргентинцу, Марсело Фабиану Домингесу. В 2010 году в третий раз завоевал титул чемпиона Аргентины.